# Heptan-2-ol
L'heptan-2-ol est un isomère de position de l'heptanol. Il s'agit d'un alcool secondaire dont la fonction hydroxyle est sur le deuxième atome de carbone de la chaîne.
Le carbone 2 étant asymétrique, l'heptan-2-ol est chiral et existe donc sous la forme d'un couple d'énantiomères R/S.
L'heptan-2-ol est utilisé en parfumerie. Son odeur est décrite comme terreuse, fraîche, florale et fruitée.